# Specklinia rubrolineata
Specklinia rubrolineata là một loài thực vật có hoa trong họ Lan. Loài này được (Hoehne) F.Barros miêu tả khoa học đầu tiên năm 1983.